# 広川ひかる
広川 ひかる（ひろかわ ひかる、1970年〈昭和45年〉10月6日 - ）は、日本の女性ものまねタレント。本名、上島 光（うえしま ひかる）。夫は上島竜兵（ダチョウ倶楽部）。
埼玉県本庄市出身。身長163cm・体重47kg、血液型A型。

## 来歴・人物
高校時代から芸能界を志し、特にアイドルになりたいと思っていた。高校3年生の時に上島竜兵と母校の卒業生を送る会で出会う。
1988年、フジテレビ系の『発表!日本ものまね大賞』（同年6月14日放送）で優勝し芸能界入り。1994年に上島と結婚し、結婚後は一時主婦業に専念するが、その後復帰。ものまね番組や情報番組のリポーター等で活躍している。上島との間に子供はいない。
2022年秋に太田プロダクションを退所し、個人事務所に所属。
この個人事務所は夫の上島と設立した会社であり、個人事務所に所属した理由に関しては「10年ほど前に会計事務所さんに勧められるまま立ち上げた会社です。会社を畳めば金銭的にはもう少し楽になるのかもしれませんが、子供もおらず、自分たちで建てた家もなく夫婦で作ったものはこれ(個人事務所)だけなので、なんとか残したいと思っています」とコメントしている。

## エピソード
工藤静香のものまねを日本で最初に行った人物である。

## ものまねレパートリー
- 井森美幸
- 荻野目洋子
- 工藤静香
- 小泉今日子
- 国生さゆり
- 後藤久美子
- 酒井法子
- 中山美穂
- 新田恵利
- 西村知美
- ビューティーペア
- ピンクレディ
- 三田寛子
- 南野陽子
- 宮沢りえ
- 薬師丸ひろ子
- 山瀬まみ

など多数。

## 出演

### テレビ番組
- ものまね紅白歌合戦
- 峰竜太のホンの昼メシ前
- 特上!天声慎吾
- ビートたけしのお笑いウルトラクイズ
- Odds On TV! ダートチャンネル「カウントダウンKB」
- ベストタイム
- 志村けんのバカ殿様（夫と共演）

### ラジオ番組
- 腹よじれAGOHAZUSHI連盟 - 大笑い腹よじれクラブ（水曜日）レギュラー

### テレビドラマ
- ドラマチック22「ばちあたり常夏娘」

## CM
- ボス[5]（夫と共演）
- メガネドラッグ[5]

## 書籍
- 竜ちゃんのばかやろう（2023年8月10日、KADOKAWA）- ※「上島光」名義での発売[6]。